# Lho La
El Lho La és un coll a la frontera entre el Nepal i el Tibet, al nord del Cwm Occidental, prop de l'Everest. És al punt més baix de l'Aresta Oest de la muntanya a una altura de 6.006 metres (19.704 ft). Històricament el coll era usat com un pas sobre el punt més baix de l'Aresta Oest de l'Everest per comerciants entre Nepal i el Tibet en la ruta entre Namche Bazaar i el poblat de Tingri en un moment en què les glaceres de l'Everest eren molt més altes que en l'actualitat i travessar el coll requeria una escalada menys dreta. No obstant això, com les glaceres van disminuir, el Nangpa La va convertir en la ruta de comerç afavorida, a l'oest.
Arran de l'Expedició Suïssa de la Muntanya Everest de 1952 es va suggerir que el nom Lho La (Pas Sud) era un nom poc satisfactori perquè jeu a l'oest de l'Everest i que seria millor reanomenar-lo Khumbu La perquè condueix des de la Glacera de Khumbu. Això permetria al Coll Sud ser nomenat Lho La, ja que està en el coll sud de l'Everest, i entre aquest i el Lhotse. Desafortunadament el Nangpa La ja havia estat nomenat Khumbu La en el passat i algunes vegades era anomenat amb aquest nom. L'opinió britànica va estar en contra de canviar els noms proposats i tals canvis mai van tenir efecte.

## Aproximació des del Tibet

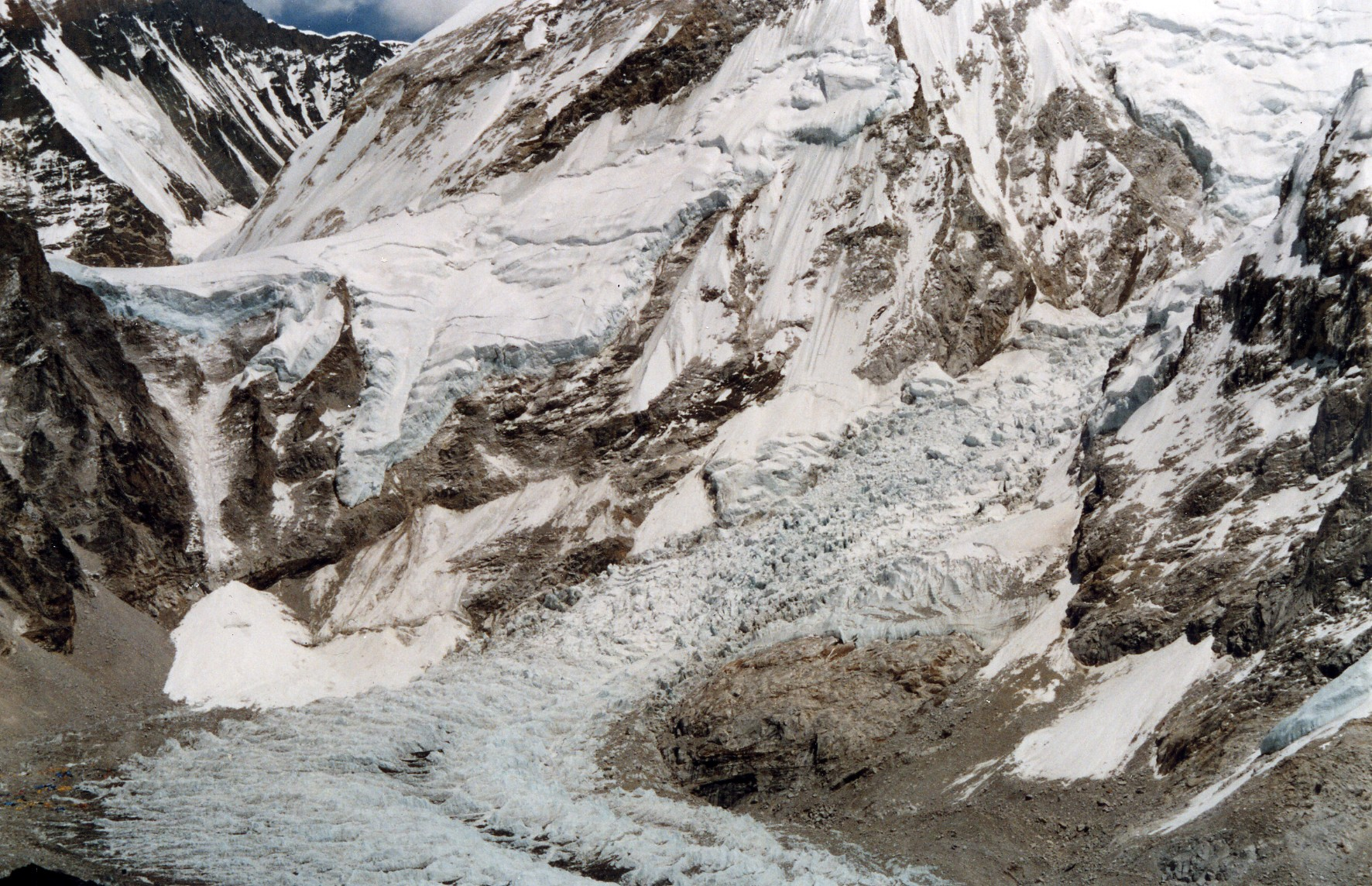
Lho La (al mig a l'esquerra)

Mapa de la regió de l'Everest, mostrant el Lho L'a 5 km al ponent del cim

Els primers exploradors occidentals a descobrir el coll van ser George Mallory i Guy Bullock durant l'Expedició Britànica de Reconeixement de la Muntanya Everest de 1921, encara que solament Bullock va aconseguir el cim. Es trobaven explorant la Glacera Rongbuk Occidental en el Tibet amb l'esperança de trobar una ruta per aconseguir el cim de l'Everest. Ho van nomenar Lho La, que significa Pas Sud, pel simple fet que es localitzava al sud d'on ells estaven. Aquesta decisió personal ocasionaria problemes posteriors, com s'esmenta a dalt. El Lho L'els va donar accés a l'Aresta Oest de l'Everest i al Cwm Occidental, però van pensar que cap d'ells proporcionava un camí d'ascens factible.
El Lho La va ser explorat també per Bill Tilman i Edmund Wigram durant l'Expedició de Reconeixement de la Muntanya Everest de 1935, però igual que els exploradors de 1921, van preferir la ruta del Collado Nord per atacar el cim.

## Aproximació des del Nepal

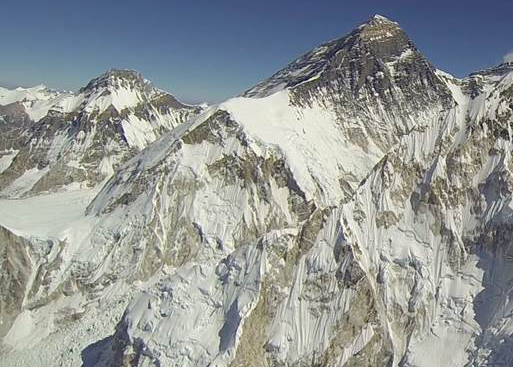
Cara sud-oest de l'Everest. La Cascada de Gel de la Glacera de Khumbu és a baix en l'esquerra, amb el Lho La per damunt i el camp de neu de la Glacera de Rongbuk (al mig a l'esquerra) per darrere del coll. L'Aresta Oest s'inclina diagonalment del Lho La sobre l'Espatlla Oest del cim.

Al 1951, l'ocupació de la Xina sobre el Tibet i l'obertura als estrangers a Nepal va significar que l'Everest solament fos accessible des del sud. El danès Klavs Becker-Larsen va viatjar a Khumbu amb la intenció d'accedir al Tibet en secret i intentar arribar a la ruta del Collado Nord. Els seus esforços per travessar la frontera escalant el Lho La van ser infructuosos i va haver de retirar-se.
En 1951 una expedició de reconeixement britànica va avaluar la ruta a través de la Cascada de Gel de Khumbu al Cwm Occidental, sense passar pel Lho La, i en anys posteriors aquesta va ser la ruta usada, per la qual cosa portava al Coll Sud i a l'Aresta Sud-est. El reeixit ascens a la Muntanya Everest en 1963 pels americans Tom Holbein i Willi Unsoeld per la via de l'Aresta Oest i el Corredor Hornbein va ser assolit escalant del Cwm Occidental a l'Espatlla Oest, a l'est lluny del Lho La.
Després d'infructuosos intents el 1974 i 1978, la primera vegada que l'Everest va ser escalat per la via del Lho La va ser el 1979 quan un equip iugoslau va escalar l'Aresta Oest des d'aquí (sense desviar-se pel Corredor de Horbein). Guiats per Tone Skarja, un equip de 40 persones va col·locar cordes fixes a partir dels 5.350 metres (17.550 ft) a la Glacera de Khumbu i van usar cabrestants manuals durant 200 metres per aixecar 6 tones d'equipament. Van avaluar la graduació de dificultat de la UIAA entre II i III, i en els últims 150 metres (490 ft) entre IV i V, convertint-ho en l'escalada més alta de grau V del planeta. El 1989 sis escaladors d'un equip polonès, intentant un descens que involucrava escalar el Khumbutse des de la Glacera Rongbuk Occidental per la via del Lho La, van ser arrossegats a la mort en el mateix Lho La mentre escalaven per sobre del coll.